# جورة الجواميس
جورة الجواميس قرية تتبع ناحية حمين في منطقة دريكيش في محافظة طرطوس في سورية.